# Sega Versus City
La Versus City (バーサスシティ) est une borne d'arcade générique, dédiée au jeu en duel, produite par la société Sega en janvier 1996, au Japon.

## Description
Il s'agit d'une borne basse se jouant en position assise, sur un tabouret, pour deux joueurs en face-à-face, basée sur la fusion de deux Astro City, dos-à-dos. Destinée au jeu en versus (l'un contre l'autre), elle est particulièrement adaptée aux jeux de combat. Les joueurs prennent place chacun d'un côté de la borne, sans forcément pouvoir se voir, permettant ainsi aux inconnus de pouvoir s'affronter sans appréhension, contrairement à une borne classique où les joueurs sont assis côte-à-côte ; chacun a un panneau de contrôle solo, offrant ainsi un certain confort. Un compteur de victoires successives (beat by) affiche le score pour chaque joueur, et repasse à zéro, lorsque l'un d'entre eux encaisse un game over.
En termes de fonctionnement, la Versus City se présente comme son modèle, avec d'un côté toute la connectique habituelle, et les contrôles uniquement pour le premier joueur, et de l'autre côté, simplement un duplicata de l'image et du son, ainsi que les contrôles du second joueur. De ce fait, elle peut accueillir n'importe quel jeu, qu'il soit pour un, ou deux joueurs, et peut aussi se jouer en coopération.
La borne était livrée neuve chez les exploitants avec une configuration du panneau de contrôle 2L12B (2 levers 12 buttons, deux joueurs avec 6 boutons d'action chacun), et la carte de jeu Dottori-kun, un clone de Pac-Man très basique, permettant à la fois de tester le matériel, et de répondre à une loi interdisant la vente de bornes sans jeu à l'intérieur, au Japon[réf. nécessaire].
La même année que sa sortie, Sega produit la Blast City, une borne proposant notamment un moniteur tri-fréquences et une nouvelle connectique, en vue d'accueillir le jeu Virtua Fighter 3 sur système Model 3. Aussi, dès novembre 1996, la New Versus City (ニューバーサスシティ), basée sur celle-ci, succède à la Versus City ; elle reprend le même concept que son aînée, mais avec les dernières technologies, lui permettant d'accueillir les futures productions, qui affichent en résolution supérieure (640480).

## Caractéristiques techniques

### Versus City
- Affichage : moniteur 29 pouces non rotatif bi-fréquences (15/24 kHz)
- Platine : Nanao MS9-29
- Son : mono (2 haut-parleurs latéraux)
- Connectique : JAMMA
- Monnayeur : ¥100
- Clé opérateur : Sega 5830

### New Versus City
- Affichage : moniteur 29 pouces non rotatif tri-fréquences (15/24/31 kHz)
- Platine : Nanao MS2930
- Son : mono ou stéréo (2 haut-parleurs latéraux)
- Connectique : JVS
- Monnayeur : ¥100

## Dimensions

### Versus City
- Hauteur : 146.5cm
- Largeur : 75cm
- Profondeur : 183.4cm
- Poids : 198 kg

### New Versus City
- Hauteur : 167.8cm
- Largeur : 75cm
- Profondeur : 183.4cm
- Poids : 225 kg